# Saint James Theatre

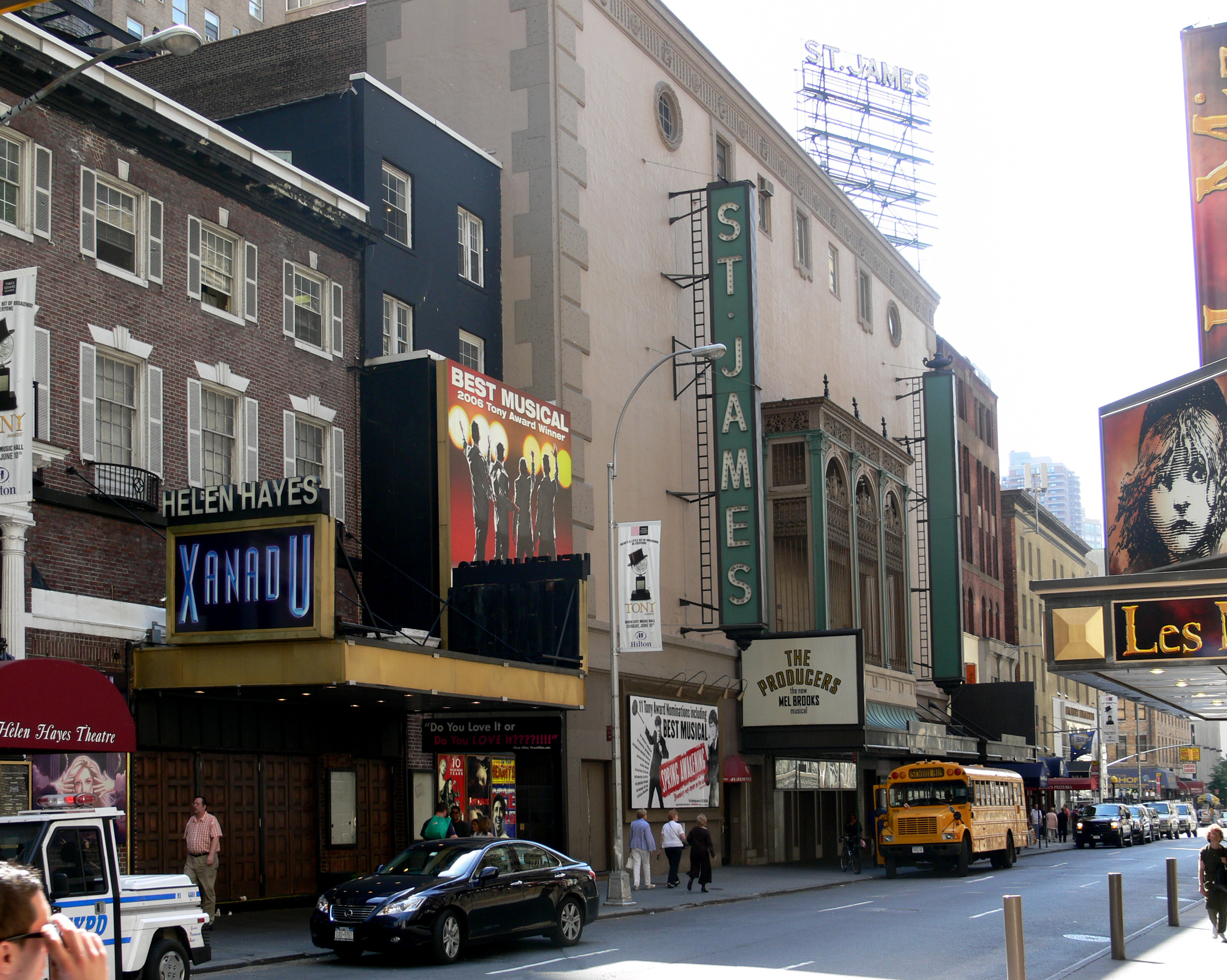
L'Helen Hayes Theatre (a sinistra) e il St. James Theatre (a destra) nel 2007

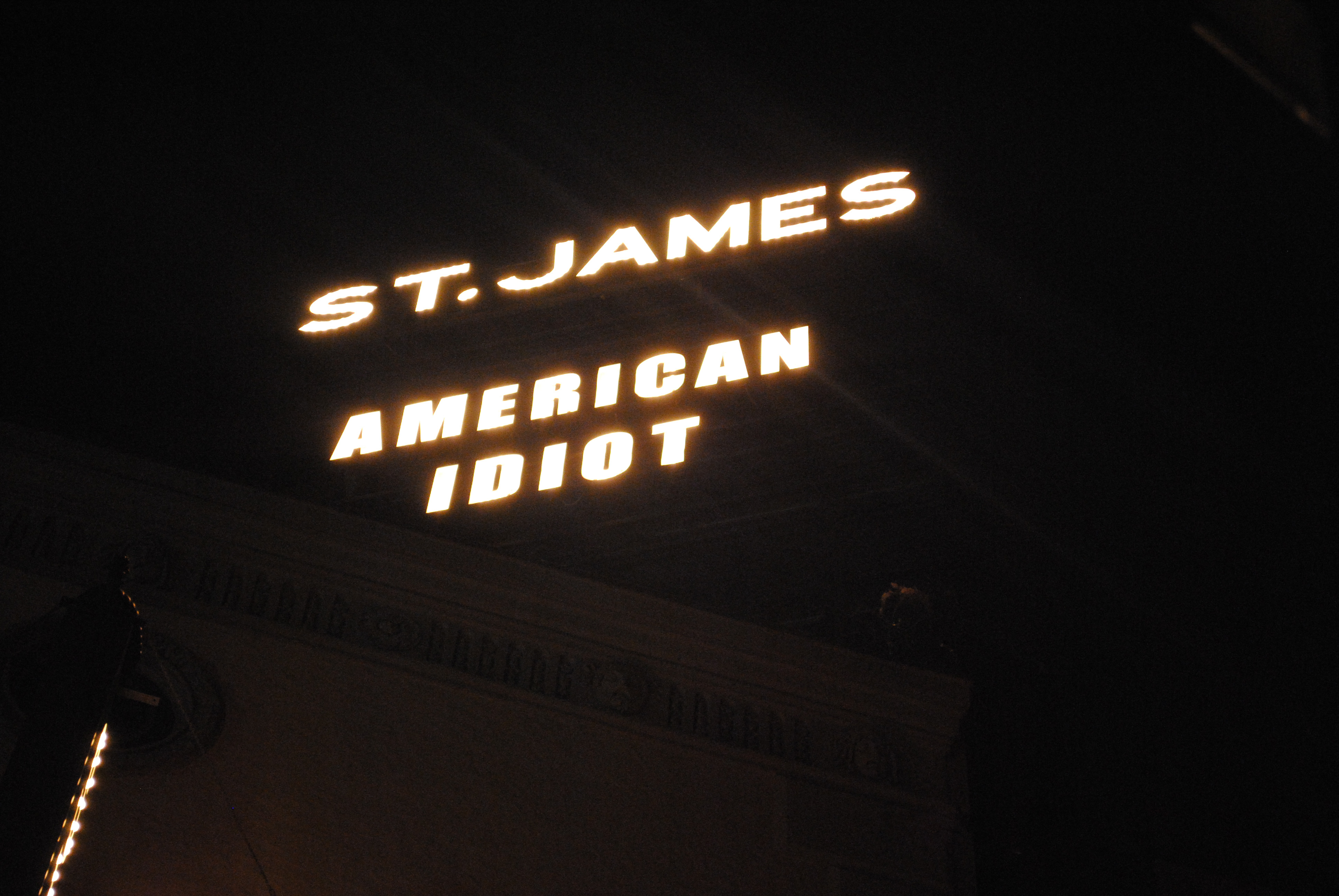
L'insegna del St. James Theatre durante le repliche di American Idiot

Il St. James Theatre è al 246 W. 44th Street di Broadway, a New York, negli Stati Uniti d'America. È stato costruito da Abraham L. Erlanger, produttore teatrale e fondatore del sindacato teatrale statunitense. È stato aperto nel 1927 come The Erlanger. Dopo la morte di Erlanger nel 1930, il controllo è stato preso dalla famiglia Astor, che l'hanno poi rinominato St. James Theatre.